# Sunday (canción de Sonic Youth)
«Sunday» es una canción y un sencillo de la banda Sonic Youth, publicado el 14 de julio de 1998 por el sello Geffen Records. Es el primer sencillo perteneciente al álbum A Thousand Leaves, fue lanzado en disco de vinilo y en disco compacto, e incluye una versión de una canción de Nirvana.

## Lista de canciones
| N.º   | Título                            | Duración |  |
| 1.    | «Sunday» (versión LP)             | 4:52     |  |
| 2.    | «Moist Vagina» (cover de Nirvana) | 3:04     |  |
| 3.    | «Silver Panties»                  | 4:27     |  |
| 4.    | «Sunday» (editada)                | 3:15     |  |
| 15:38 |                                   |          |  |

## Posicionamiento
| «Sunday» (1998)  | «Sunday» (1998) |
| Lista            | Posición        |
| ---------------- | --------------- |
| UK Singles Chart | N.º 72          |